# Erich Pöltl
Erich Pöltl (* 3. September 1942 in Löffelbach bei Hartberg; † 30. Juli 2021 ebenda) war ein österreichischer Politiker der Österreichischen Volkspartei (ÖVP), der unter anderem von 1991 bis 2003 Landesrat in der Steiermärkischen Landesregierung war. 

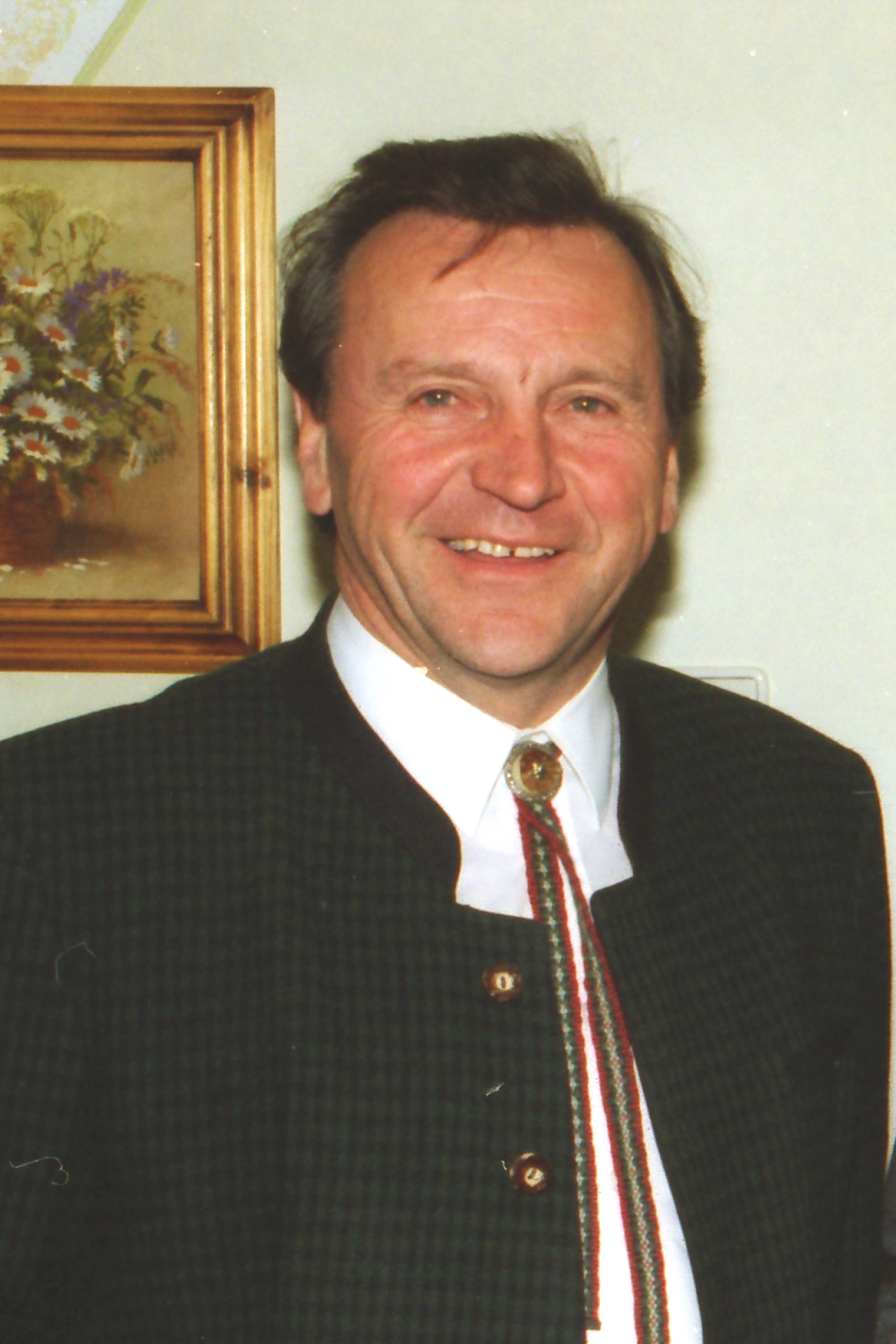
Erich Pöltl

## Leben
Erich Pöltl besuchte die Volksschule und die Hauptschule in Hartberg sowie im Anschluss die Landwirtschaftliche Fortbildungsschule in Hartberg. Er war Mitarbeiter auf dem Bauernhof der Eltern und in einem Obstverwertungsbetrieb und übernahm 1962 den elterlichen Hof mit Feldgemüsebau, Hühnermast, Weinbau und Buschenschank. Nach dem Besuch der Landwirtschaftlichen Fortbildungsschule Kirchberg legte er 1965 die Landwirtschaftliche Meisterprüfung ab. Er trat als Mitglied der Österreichischen Volkspartei (ÖVP) bei und war Mitglied des Gemeinderates sowie Vize-Bürgermeister von Löffelbach. 1969 wurde er Vize-Bürgermeister der nunmehr zusammengelegten Gemeinde Hartberg Umgebung.
Am 5. März 1974 wurde Pöltl erstmals Mitglied des Steiermärkischen Landtages, dem er bis zum 18. Oktober 1991 angehörte. 1980 wurde er ÖVP-Hauptobmann von Hartberg sowie zugleich Mitglied des ÖVP-Landesvorstandes in der Steiermark. Des Weiteren wurde er 1989 Obmann des Steirischen Bauernbundes und Präsident der Landwirtschafts-Kammer. Am 18. Oktober 1991 trat er in die Steiermärkische Landesregierung ein und war zwischen dem 18. Oktober 1991 und dem 30. September 2003 in der Landesregierung Josef Krainer junior IV, der Landesregierung Klasnic I sowie der Landesregierung Klasnic II Landesrat für Landwirtschaft. 1998 wurde er Präsident des Steiermärkischen Landes-Verbandes für Eis- und Stocksport. Er wurde in Hartberg bestattet.
Erich Pöltl wurde der Berufstitel Ökonomierat verliehen sowie 2008 die Ehrenbürgerwürde von Greinbach.

## Hintergrundliteratur
- Hans Putzer: Erich Pöltl: Heimat, Herz und Hausverstand. Dem oststeirischen Politiker zum 60. Geburtstag, MEMA-Verlag, Graz 2002, ISBN 978-3-9500767-6-9